# Calcio Foggia 1920
Pour les articles homonymes, voir Foggia (homonymie).
Maillots
Actualités
Le Calcio Foggia 1920, est un club italien de football basé à Foggia. Le club évolue en Serie C lors de la saison 2025-2026.

## Histoire

Logo de 1990 à 2007

### Zemanlandia (1989-1994)
La période dorée de Foggia démarre en 1989 quand le président du club Pasquale Casillo engage un jeune entraineur tchèque, Zdeněk Zeman, qui a fait ses armes dans divers clubs de Serie C italienne. Le club vient alors tout juste de retrouver la Serie B. Ce technicien est un adepte d'un système tactique en 4-3-3 ultra-offensif. Il va imposer ses idées à cette équipe : pressing important, défense en ligne jouant le hors-jeu, mouvement incessant des joueurs offensifs. Ce style sera la marque de fabrique de Foggia pendant ces années-là.
À l'été 1989, le club réalise deux affaires en or sur le marché des transferts : le milieu offensif Roberto Rambaudi (23 ans) arrive de Pérouse et surtout un jeune milieu gauche Giuseppe Signori (23 ans) vient de Plaisance. Ce dernier sera transformé par Zeman en attaquant avec un grand succès.
Cette première saison 1989-1990 est une saison d'apprentissage et pour un club promu en Série B l'équipe s'en sort très bien avec une 8e place en championnat.
À l'été 1990, le club réalise une troisième superbe affaire en obtenant la signature de Francesco Baiano (22 ans). Ce jeune attaquant appartient au champion d'Italie du SSC Naples ; dans cette grande équipe, il n'a pas eu vraiment sa chance, enchainant les prêts dans divers clubs. Avec le trio Signori-Baiano-Rambaudi, le club vient de mettre sur place une attaque redoutable.
Grâce à eux, Foggia réalise un championnat 1990-1991 de Serie B de toute beauté finissant premier et meilleure attaque. Baiano marque 22 buts et est sacré meilleur buteur du championnat, Rambaudi marque 15 buts et Signori 11. Le club obtient donc la montée en Serie A.
Pour cette saison 1991-1992, le club n'a pour objectif que le maintien. Pour cela il obtient plusieurs signatures intéressantes de joueurs étrangers : le Roumain Dan Petrescu du Steaua Bucarest et profitant de l'éclatement de l'URSS les Russes Igor Kolyvanov du Dynamo Moscou et Igor Shalimov du Spartak Moscou.
Foggia va faire mieux qu'un simple maintien en terminant à la 9e place et proche d'une qualification en Coupe de l'UEFA, devançant aussi des clubs beaucoup plus riches comme la SS Lazio ou encore la Fiorentina. Mais le plus impressionnant sera la manière avec laquelle ce résultat est obtenu, toujours fidèle à son 4-3-3 et grâce au talentueux quatuor Shalimov-Rambaudi-Signori-Baiano le club finit 2e meilleure attaque avec 58 buts marqués, performance assez exceptionnelle pour un promu. Cette façon de jouer rend le club très sympathique auprès des passionnés de football et de la presse qui invente même le terme Zemanlandia (Zemanland) pour qualifier la façon de jouer de Foggia.
Les succès offensifs de Foggia suscitent bien des convoitises des grands clubs italiens et à l'été 1992 le club subit une importante saignée en perdant son quatuor offensif : Roberto Rambaudi signe à l'Atalanta Bergame, Igor Shalimov à l'Inter Milan, Francesco Baiano à la Fiorentina et Giuseppe Signori à la SS Lazio. Pour compenser ces départs le club est à nouveau malin en engageant le jeune milieu Luigi Di Biagio de Monza et surtout Bryan Roy l'ailier international néerlandais de l'Ajax Amsterdam qui deviendra rapidement un des chouchous des tifosis.
À la suite de tous ces départs, la saison 1992-1993 est une année compliquée et le club la conclut à la 11e place pas très loin devant les relégables.
À l'été 1993, le club perd encore le Roumain Petrescu qui file au Genoa CFC mais engage le défenseur argentin José Chamot en provenance de Pise. Lors de la saison 1993-1994 le club finit à la 9e place échouant encore de peu dans la course à l'Europe et devançant l'Inter Milan entre autres. C'est ainsi que s'achève l'aventure de Zemanlandia.

### La chute et le retour à l'anonymat (1994-2010)
À l'été 1994, le club subit une énième saignée qui lui sera fatale cette fois. Il perd Bryan Roy vendu pour près de 3 millions de Livres à Nottingham Forest, une somme considérable à l'époque. Mais surtout il perd son entraineur Zdeněk Zeman qui part tenter sa chance dans un plus grand club la SS Lazio, il y retrouve Giuseppe Signori et emmène dans ces valises José Chamot. Lors de la saison 1994-1995 le club finit 16e et est donc relégué en Serie B. Ironie du sort cette relégation est entérinée lors de la 33e journée de Serie A à la suite d'une défaite 1-0 à domicile contre la Lazio de Zeman et sur un but de Signori.
Les saisons suivantes, le club ne parvient pas à remonter finissant 11e en 1995-1996 et 1996-1997. En 1997-1998 le club finit même à la 17e place et descend donc en Serie C1. Mais la chute aux enfers n'est pas finie pour le club puisque la saison suivante le club finit 17e du championnat de Serie C1 1998-1999. Il doit donc jouer un barrage pour ne pas descendre en Serie C2, il le perd contre Ancone et le club se retrouve ainsi au quatrième niveau du football italien.
Le club mettra quatre ans pour remonter en Serie C1, il le fait en 2002-2003 en terminant 1er de son groupe de Serie C2.
Depuis, le club évolue en Serie C1 et tente de remonter pour l'instant sans succès. Il a pourtant pu remporter en 2006-2007 un trophée : la coupe de Série C. C'est une coupe à laquelle participent tous les ans tous les clubs de Série C1 et Série C2.
En 2009-2010, l'US Foggia est tout proche de redescendre en Ligue Pro Deuxième Division (ex Serie C2). Quinzième à l'issue des trente-quatre matchs de championnat, il doit disputer un barrage aller-retour contre l'AS Pescina. Après avoir gagné 2-1 à l'extérieur à l'aller, il est mené 2-0 sur sa pelouse jusqu'au but de l'argentin Franco Caraccio à la 94e minute. Un but qui permet in extremis au club de se maintenir aux dépens de leur adversaire du jour.

### Le retour de Zemanlandia (2010-2011)
L'été 2010 voit le retour à la tête du club des principaux acteurs des succès du début des années 1990. Pasquale Casillo rachète le club et il nomme à nouveau Giuseppe Pavone au poste de directeur sportif. Après le président et le directeur sportif c'est Zdeněk Zeman qui revient sur le banc à son tour. Un retour qui déclenche les passions à Foggia puisque 4 000 personnes assistent à sa présentation le 21 juillet 2010 dans un théâtre de la ville. Boudé par les "grands" du calcio il se lance un incroyable défi en revenant sur la terre de ses exploits. Avec un organigramme complètement modifié c'est donc un nouveau départ pour le club. Le club organise ainsi une campagne d'abonnements avec une affiche représentant son entraineur tchèque et le simple slogan "Un rêve devenu réalité".
Les débuts de ce nouveau Foggia sont évidemment marqués par le retour du style Zeman. Ainsi après huit journées de championnat le club est septième avec onze points et bien sûr la meilleure attaque (19 buts inscrits) et la pire défense (17 buts encaissés) du championnat.
À la fin du championnat Zdeněk Zeman décide de partir pour son nouveau poste d'entraîneur au Delfino Pescara qui plus tard laissa le club dans l'inquiétude puisqu'à la fin de la saison suivante le club se fait rétrograder en Serie D à la suite d'un problème déficitaire.

### Une nouvelle ère
Après avoir passé une saison en Serie D, le club remonte rapidement en Ligue Pro Deuxième Division pour encore remonter en Ligue Pro Première Division la saison d'après.
Lors de leur retour en Ligue Pro Première Division, le club termine 7e avec un bon championnat dans l'ensemble.

### La fin (2018-2019)
Le club, pénalisé de 6 points par la fédération italienne, termine 17e de la saison 2018-2019 de Serie B, synonyme de relégation en Serie C. Cependant, à la suite de problèmes financiers, le 2 juillet 2019, la FIGC décide de la liquidation du club et de sa relégation en Serie D.

### Un nouveau départ
Fin juillet, un nouveau club est créé sous le nom de Società Sportiva Dilletantistica Foggia Calcio 1920 et est admis dans la poule H de la Serie D.
En juin le club est promu en C.

## Palmarès et résultats

### Palmarès
- Coupe d'Italie : 
  - Finaliste : 1969

- Championnat de Serie B : 
  - Champion : 1973, 1991

- Championnat de Serie C1 : 
  - Champion : 1933, 1960, 1962, 2017

- Coupe de Serie C :
  - Vainqueur : 2007 et 2016

- Championnat de Serie C2 : 
  - Champion : 2003

- Meilleur classement en championnat : 8e de Serie A en 1964-65

### Records
- Joueur le plus capé du club : Giovanni Pirazzini (424 matchs)
- Meilleur buteur du club : Cosimo Nocera (121 buts)

## Changements de nom
- 1920-1928 : Sporting Club Foggia
- 1928-1940 : Unione Sportiva Foggia
- 1940-1945 : Unione Polisportiva Foggia
- 1945-1945 : IPAS Foggia
- 1945-1946 : Unione Sportiva Foggia
- 1946-1958 : Unione Sportiva Foggia & Incedit
- 1958-1985 : Unione Sportiva Foggia
- 1985-2004 : Foggia Calcio
- 2004-2012 : Unione Sportiva Foggia
- 2012-2013 : Associazione Calcistica Dilettantistica Foggia Calcio
- 2013-2019 : Foggia Calcio
- 2019-2020 : Calcio Foggia 1920 Società Sportiva Dilettantistica
- 2020- : Calcio Foggia 1920

## Joueurs emblématiques
- Francesco Baiano
- David Di Michele
- Luigi Di Biagio
- José Chamot
- Salvatore Fresi
- Igor Kolyvanov
- Dominique Malonga
- Francesco Mancini (en)
- Antonio Manicone
- Massimo Marazzina
- Hernán Medford
- Juan Carlos Morrone
- Luis Oliveira
- Joseph Dayo Oshadogan
- Pasquale Padalino
- Michele Pazienza
- Dan Petrescu
- Roberto Rambaudi
- Flavio Roma
- Bryan Roy
- Igor Chalimov
- Giuseppe Signori
- Giovanni Stroppa
- Giovanni Tedesco